# La Maternitat i Sant Ramon
La Maternitat i Sant Ramon este un cartier din districtul 4, Les Corts, al orasului Barcelona.